# Jesús Carazo
Jesús Martínez Carazo (Burgos, 1944) es un novelista y dramaturgo español.

## Biografía
Estudió el bachillerato con los hermanos maristas del Liceo Castilla de Burgos. En 1968 se licenció en Filosofía y Letras por la Universidad Complutense de Madrid.  Fue Profesor de Lengua y Literatura, ejerció su profesión entre 1968 y 1977 en el Instituto Español Severo Ochoa de Tánger; posteriormente ejerció en Palma de Mallorca, Málaga, Burdeos y finalmente (1988) se instaló en Burgos, donde fue catedrático de Lengua y Literatura en el Instituto López de Mendoza hasta su jubilación a los 65 años de edad.

## Premios
Jesús Carazo ha ganado importantes premios literarios. En 1989 su novela Los límites del paraíso quedó finalista del Premio Nadal. Con su obra teatral Último verano en el paraíso ganó el Premio Lope de Vega en 2004. 
Otros premios obtenidos por sus obras son el Premio Sésamo por La ciudad donde habita Caribdis (1987), el Premio Elena Fortún por El soñador furtivo (1989), el Premio Ciudad de Barbastro por Secretum (1993) y el Premio Ateneo-Ciudad de Valladolid por Los abismos de la noche (1996).

## Obra literaria

### Novelas
- La ciudad donde habita Caribdis (1987). Premio Sésamo.
- Los límites del paraíso. Barcelona: Destino, 1989. Finalista del Premio Nadal.
- Secretum (1993). Premio Ciudad de Barbastro.
- Los abismos de la noche (1996). Premio Ateneo-Ciudad de Valladolid. Edición en francés: Les abîmes de la nuit, Gardonne, 1998.
- Después de Praga (1997).
- La boda del tío César (2001).
- Un otoño en Burdeos (2018)
- El viaje a Grindelwald (2018)
- Aquel Burgos sombrío donde fuimos felices (2018)
- Polifemo en Sicilia (2019)
- Los amores efímeros (2020)
- La tentación (2022)

### Novelas para jóvenes
- El soñador furtivo (1989). Premio Elena Fortún.
- Las sombras de la caverna (1992).
- El verano francés (1996).
- El círculo africano (1997).
- El mal de Gutenberg (2002).
- ¡Pide otra pizza, por favor! (2003).
- El túnel de papel (2004).
- Yara cruza los Pirineos. Madrid: Alfaguara, 2006.
- La doble vida de las cosas (2009).
- Los conspiradores (2022).

### Obras teatrales
- Farsa del rey que un buen día decidió pasar a la historia (1974).
- El ojo de cristal (2003).
- América (2003).
- La invitación (2003).
- Los grillos bajo la tormenta (2003).
- Último verano en el paraíso; Dos viejos lagartos. Prólogo de Mariano de Paco. Madrid: Fundamentos, 2009.
- La increíble velocidad del planeta (2005).
- Flores de papel (2005).
- La reina que no quiso reinar. Burgos: Caja de Burgos, 2006.
- Extraña madrugada en nuestra casa (2006).
- Paisaje de lluvia con fantasmas; La tarde del séptimo día. Madrid: Fundamentos, 2007.
- El ojo de cristal/On vous regarde. Edición bilingüe, traducción al francés de Jean Gallardo. Prefacio de Dominique Deblaine. París: Embajada de España, 2008.
- Pensión Libertad, Un alma a la deriva y Una gloria local. Esperpento Ediciones Teatrales, 2017.[1]